# Альбасете-и-Альберт, Сальвадор
Сальвадор Альбасете-и-Альберт (исп. Salvador Albacete y Albert; 4 декабря 1827, Картахена — 4 августа 1890, Мадрид, Испания) — испанский политик, министр заморских территорий Испании с марта по декабрь 1879 года. Сторонник либеральных реформ в испанских колониях на территории Антильских островов.

## Биография
Сальвадор Альбасете родился 4 декабря 1827 года в испанском городе Картахена, в семье военного Фульхенсио Альбасете и Марии дель Росарио Альберт.
После окончания школы он был принят на службу в административный корпус ВМС Испании. Будучи прикреплённым к Средиземноморскому операционному дивизиону, во время революции в Папской области он отправился в Италию, в составе четырёхтысячной группировки под командованием Фернандо Фернандеса де Кордовы, для помощи Пию IX. За участие в организации бегства римского папы в Гаэту и Неаполь, Сальвадор Альбасете был награждён несколькими папскими наградами. Вернувшись в Испанию он продолжил нести службу на флоте. Спустя некоторое время он получил звание офицера, во время службы на парусном корабле «Леон».
Через несколько лет он покинул военно-морские силы и поступил в университет для получения высшего юридического образования. После учёбы Сальвадор вступил в партию Модерадос и начал работать сначала в Королевском Совете, а спустя некоторое время и в Государственном совете Испании. В 1865 году он был назначен заместителем министра иностранных дел. Из-за революции 1868 года Альбасете ушёл с государственной службы и стал сопровождать Изабеллу II в её изгнании во Франции. Став её личным секретарём, он был одним из тех, кто подписывал акт об отречении королевы от престола 25 июня 1870 года в особняке А. П. Базилевского в Париже.
После восстановления монархии он вернулся в Испанию и был избран депутатом Конгресса Испании от муниципалитета Аресибо. На этой должности Сальвадор Альбасете выступал за облегчение доступа сахара из Пуэрто-Рико на испанский рынок и повышение тарифов на ввоз сахара из других стран. Хорошо изучив вопрос испанских колоний он также выступил за проведение налоговых реформ на Кубе и полной отмены рабства на территории этой колонии. В марте 1879 года он занял пост министра заморских территорий Испании. В мае 1879 года он вернулся в Конгресс став депутатом от пуэрто-риканского муниципалитета Сан-Хуан, но уже через два месяца он получил депутатский мандат от Мурсии, победив на выборах в своём родном городе. В начале 1882 года министр финансов испании Хуан Франсиско Камачо отправил Сальвадора Альбасете в Париж, для заключения торгового договора между двумя странами, предпочтение в котором было отдано увеличению закупок винограда из Франции. Этот договор вызвал возмущение у консерваторов и промышленников из Каталонии, однако после разъяснений преимуществ для испанских винных производств волна критики сошла на нет. В 1884 году Альбасете перешёл в Сенат Испании, оставшись представителем Мурсии. В феврале 1885 года он был назначен управляющим Банка Испании. В начале мая 1886 года он вернулся в нижнюю палату парламента, победив на выборах от Гаваны. Получив депутатский мандат от Кубы, он вновь предложил отказаться от иностранного сахара в пользу колониального. Эта инициатива была негативно воспринята министром финансов Мануэлем де Оровио и впоследствии отклонена.
Почувствовав недомогание в своём офисе в Банке Испании утром 4 августа 1890 года, он покинул рабочее место и отправился в свой дом на улице Калле де ла Крус в Мадриде, где и скончался в 22:25 по местному времени.

## Награды

### Иностранные награды
Кавалер Большого креста ордена Почётного легиона
 Кавалер ордена Золотой шпоры (1849)
 Рыцарь ордена Святого Сильвестра (1849)

### Награды от правительства Испании
Кавалер Большого креста ордена Изабеллы Католической
 Кавалер Большого креста ордена Карлоса III